# Gabriel de Gramont
Gabriel de Gramont (* 1486 in der Gascogne; † 26. März 1534 in Balma) war Diplomat, sowie u. a. Bischof von Tarbes, Erzbischof von Toulouse und Kardinal.

## Leben
Gabriel de Gramont ist ein Sohn von Roger de Gramont, Seigneur de Bidache, und Léonor de Béarn. Als jüngerer Sohn widmete er sich früh einer kirchlichen Laufbahn und erhielt eine gründliche Ausbildung auch in literarischer oder politischer Hinsicht.
Am 28. April 1523 wurde er zum Bischof von Couserans gewählt, im gleichen Jahr wurde er Abt von Saint-Sever. Am 19. September 1524 wurde er zum Bischof von Tarbes ernannt (dieses Amt behielt bis zu seinem Tod). Er wurde Maître des suppliques des Königs Franz I., womit er für die an diesen gerichtete Bittschriften zuständig war.
1525 war er Gesandter in Spanien mit der Aufgabe, mit dem späteren Kardinal François II. de Tournon nach der Niederlage von Pavia den Frieden von Madrid und die Freilassung Franz‘ I. zu verhandeln. Als er im folgenden Jahr er nach Spanien zurückkehrte, ließ Kaiser Karl V. ihn als Vergeltungsmaßnahme für die vom französischen und englischen König gebildete Liga verhaften; als auch die kaiserlichen Botschafter an den Höfen Frankreichs und Englands festgenommen wurden, ließ der Karl V. Gramont wieder frei. Im gleichen Jahr wurde er als Botschafter nach England geschickt, um heimlich zu versuchen, die Ehe des Königs mit Katharina von Aragon zu beenden – und eine neue Ehe zwischen Heinrich VIII. und Margarete von Navarra, der Schwester Franz‘ I. und Witwe von Charles IV. d’Alençon zu arrangieren.
Als französischer Botschafter in Rom erreichte er vom Papst eine vorübergehende Abweichung von der Konkordatsklausel, die von königlichen Ernennungsrecht die Pfründe ausnahm, die besondere Privilegien enthielten.
Am 14. Juli 1529 wurde er vom Domkapitel zum Erzbischof von Bordeaux gewählt, was der Papst am 24. September 1529 bestätigte; er trat von diesem Amt aber am 9. März 1530 zugunsten seines Bruders Charles zurück. Im Dezember 1529 wurde er zum außerordentlichen Nuntius in Frankreich ernannt.
Auf dem Konsistorium vom 8. Juni 1530 wurde de Gramont von Papst Clemens VII. zur Kardinalswürde erhoben. Am 22. Juni des Jahres erhielt er den roten Kardinalshut und wurde als Kardinalpriester der Titelkirche San Giovanni a Porta Latina installiert. Am 9. Januar 1531 optierte der Kardinal auf die Titelkirche Santa Cecilia in Trastevere. Am 13. Januar 1532 ernannte König Franz I. ihn zum Bischof von Poitiers; auch dieses Amt behielt er bis zu seinem Tod.
Im Jahr darauf verhandelte Kardinal Gramont die Ehe zwischen dem Herzog von Orléans mit Caterina de’ Medici; in diesem Zusammenhang erreichte er, dass Papst Clemens VII. (der zuvor Giulio de’ Medici hieß) nach Marseille kam, um sich dort am 1. Mai 1533 mit Franz I. zu treffen. Am 17. Oktober 1533 wurde er zum Erzbischof von Toulouse ernannt, auch diesen Titel behielt er bis zu seinem Tod.
Gabriel de Gramont starb am 26. März 1534 an „Darmfieber“ (fièvre lente) in der erzbischöflichen Residenz in Balma bei Toulouse. Er wurde im Familiengrab in Bidache bestattet. Aufgrund seiner kurzen Zeit als Kardinal nahm er an keinem Konklave teil.